# Zaćmienie Słońca z 28 lipca 1851

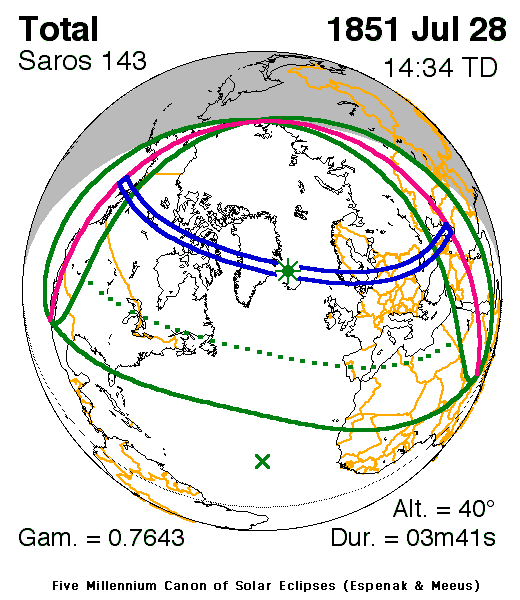
Mapa zaćmienia

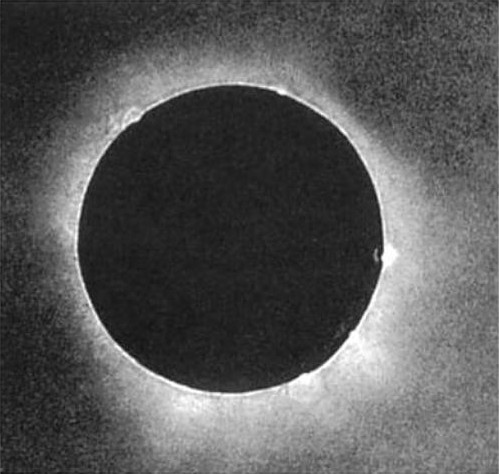
Dagerotyp Johanna Berkowskiego

Zaćmienie Słońca z 28 lipca 1851 – całkowite zaćmienie Słońca, widoczne w pasie od Terytoriów Północno-Zachodnich i północnej Ziemi Ruperta w obszarze dzisiejszej Kanady przez Grenlandię, północno-wschodnią Islandię, Zjednoczone Królestwa Szwecji i Norwegii i Królestwo Prus aż po Imperium Rosyjskie (od Królestwa Polskiego po Morze Kaspijskie). Zaćmienie osiągnęło swoje maksimum na Morzu Grenlandzkim na północ od Islandii, gdzie faza centralna trwała 3 minuty i 41 sekund. Zaćmienie widoczne było jako częściowe na większości obszaru Ameryki Północnej i Arktyki oraz w całej Europie, w Afryce Północnej i na Bliskim Wschodzie.
Było to pierwsze zaćmienie uwiecznione na fotografii. Fotografię techniką dagerotypii wykonał Johann Berkowski z terenu Królewskiego Obserwatorium Astronomicznego w Królewcu. Dagerotypy zaćmienia wykonał także Karol Beyer, który obserwował zjawisko w Warszawie. Zaćmienie obserwowali także astronomowie Carl Frederick Fearnley, August Ludwig Busch, Otto Wilhelm von Struve i Johann Gottfried Galle. Ponadto polski astronom Marian Kowalski obserwował zaćmienie na Zaporożu, geodeta Józef Chodźko widział je w Osetii, a Telesfor Szpadkowski, budowniczy gubernialny Warszawy, oglądał zaćmienie na wschodnim Kaukazie. Obserwacji zaćmienia dokonał również astrofizyk Adam Prażmowski, który przebywał wówczas w Wysokiem Mazowieckiem.
Było to ostatnie całkowite zaćmienie Słońca widoczne z Warszawy. Faza całkowita trwała tam około minutę i 50 sekund.